# Котаярви (озеро, Лоймольское сельское поселение)
Ко́тая́рви (фин. Kotajärvi) — озеро на территории Лоймольского сельского поселения Суоярвского района Республики Карелия.

## Общие сведения
Площадь озера — 2,3 км². Располагается на высоте 80,0 метров над уровнем моря.
Котловина ледникового происхождения.
Форма озера лопастная, продолговатая, вытянутая с юга на север. Берега каменисто-песчаные, частично заболоченные. Озеро условно разделено на две части большим островом без названия, находящимся в центральной части водоёма. В низкую воду остров превращается в полуостров. Общая площадь островов 0,2 км².
С севера в озеро втекает безымянный ручей, текущий из ламбин Нуотталампи (фин. Nuottalampi), Мурьюлампи (фин. Murjulampu) и Лёютёлампи (фин. Löytölampi).
С северо-запада в озеро втекает ручей Палооя (фин. Palooja), вытекающий из ламбины Хаукилампи (фин. Haukilampi).
Сток из озера представляет собой ручей Кайвооя (фин. Kaivooja), который, протекая озёра Кайволампи (фин. Kaivolampi), Руокоярви, Кивиярви (фин. Kivijärvi), втекает в озеро Куопесярви (фин. Kuopesjärvi) и далее течёт под названием Куопесоя (фин. Kuopesoja), после чего впадает в озеро Сяксъярви, откуда уже берёт начало река Уомасоя.
Рыбы: ряпушка, щука, плотва, окунь, ёрш.
Название озера переводится с финского языка как «озеро с избой».
Код водного объекта в государственном водном реестре — 01040300211102000013964.

## Панорама

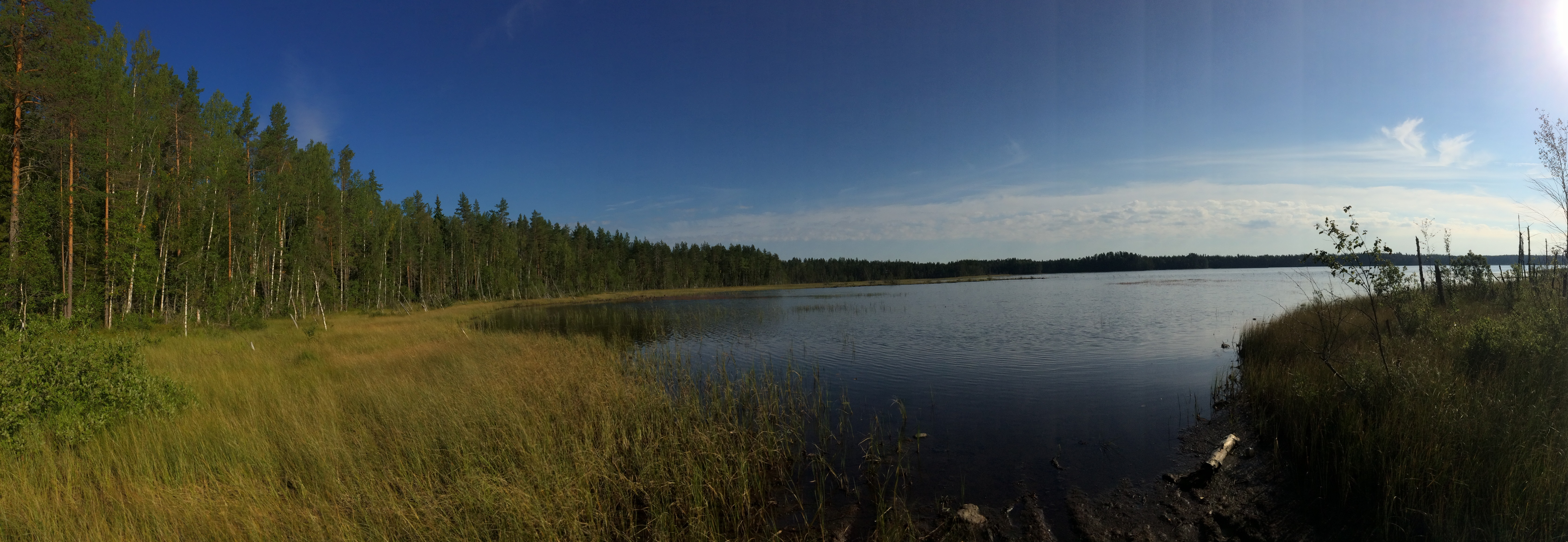
Панорама